# Festirame
 (décembre 2021).
Si vous disposez d'ouvrages ou d'articles de référence ou si vous connaissez des sites web de qualité traitant du thème abordé ici, merci de compléter l'article en donnant les références utiles à sa vérifiabilité et en les liant à la section « Notes et références ».
Festirame est un festival d'été et une fête populaire qui a vu le jour en 1974 dans la ville d'Alma au Québec.
Festirame, événement majeur dans le secteur de la MRC Lac-Saint-Jean Est innove en développant des activités touristiques majeures à portée nationale et internationale. La création d’activités visant la venue de participants internationaux ont permis de lancer cette nationalisation et ce développement touristique. Depuis 41 ans, Festirame développe les activités populaires et les activités nautiques sur la mer intérieure qu’est le lac Saint-Jean.  Festirame est un événement qui s'étend sur neuf jours d'activités et de spectacles, où tous sont invités à participer aux diverses activités sportives (compétitions de rames, course à vélo, tacots d'eau, initiation au kayak de mer, etc.) et culturelles (spectacles avec artistes de renom, activités familiales, etc.). Pendant neuf soirées consécutives en début juillet, plusieurs artistes de la scène québécoise et canadienne se produisent en plein air sur la place « Festivalma », un auditorium extérieur de style agora grecque construit expressément pour cet évènement annuel.  Sa capacité d'accueil se situe à 8000 personnes. Plusieurs activités connexes sont également proposées, telles des soupers populaires, des jeux d'adresse et des conférences.

## Programmation

### 2023
- 7 juillet : Scott Pien-Picard et La Chicane

- 8 juillet : Vaëlle, Pascale Paradis et Roxane Bruneau

- 9 juillet : Veranda, Émilie Daraîche et Paul Daraîche et ses invitées

- 10 juillet : Madiba King et Justin Boulet et Breen Leboeuf

- 11 juillet : Bruno Rodéo et Les Cowboys Fringants (annulés et remplacés par Les Trois Accords)

- 12 juillet : Geoffroy et Charlotte Cardin

- 13 juillet : Taktika et Souldia

- 14 juillet : Gab Bouchard et Daniel Bélanger

- 15 juillet : La Grande Nuit d’Alma : DROGUE, Québec Issime et Mononc' Serge et Anonymus

### 2022
- 8 juillet : Joli Jolie et Kaïn

- 9 juillet : Audâze et Ludovick Bourgeois

- 10 juillet : Naomi et Cœur de pirate

- 11 juillet : Ben Gi et Orloge Simard

- 12 juillet : Guillaume Boldock avec Simon Duchesne et Sam Boisvert et Pierre-Yves Roy-Desmarais

- 13 juillet : kid Kouna, Clay and Friends et Koriass

- 14 juillet : Capitaine Révolte et Millencolin

- 15 juillet : Patrick Bourdon et Salebarbes

- 16 juillet : La Grande Nuit d’Alma : Maxym Bronsard, Joe Bocan, Marie Carmen et  Marie Denise Pelletier, Bon Enfant et Hubert Lenoir

### 2019
- 5 juillet : David Horizon et Marc Dupré

- 6 juillet : Vie de Quartier et  Les Trois Accords

- 7 juillet : So Much Swing et Matt Lang

- 8 juillet : Étienne Drapeau

- 9 juillet : La Météo et Les Brothers

- 10 juillet : Dave Morgan et Mariana Mazza

- 11 juillet : Slippery When Wet - Hommage à Bon Jovi

- 12 juillet : Jay Lavish et Loud

- 13 juillet : Sylvain Cossette, suivi du parcours illuminé et des feux d'artifice, puis des spectacles de Maximum Hits, Round The Clock et Québec Redneck Bluegrass Project.

### 2018
- 6 juillet : Les Chiens de Ruelle et Les Retrouvailles de Mike Sawatzky

- 7 juillet : Jello Musique et 2Frères

- 8 juillet : Jean Nichol et Guylaine Tanguay

- 9 juillet : Joël Martel et Québec Redneck Bluegrass Project

- 10 juillet : Mélanie Ghanimé et Jérémy Demay

- 11 juillet : Simon Delisle et Alexandre Barrette

- 12 juillet : Minuit Minuit 1/2 et Hommage à Bob Bissonnette

- 13 juillet : Émile Bilodeau et Patrice Michaud

- 14 juillet : Glass Tiger, suivi du parcours illuminé et des feux d'artifice, puis des spectacles de On the Edge, Undercover Legends of Rock et Orloge Simard

### 2017
- 8 juillet : Radio Radio et Champion et ses G-Strings

- 9 juillet : Joël Denis et spectacle 100% local avec François Lachance

- 10 juillet : La Chicane

- 11 juillet : Jonathan Roy et King Melrose

- 12 juillet : Derrick Frenette et Philippe Bond

- 13 juillet : Round the Clock et Bodh'aktan

- 14 juillet : Mathieu Provençal et Éric Lapointe

- 15 juillet : Paul Piché et ses invités, suivi du parcours illuminé et des feux d'artifice

### 2016
- 2 juillet : Les Cowboys Fringants
- 3 juillet : 2Frères
- 4 juillet : Jason Hudon et Jeanick Fournier
- 5 juillet : Ariane Moffatt
- 6 juillet : King Melrose et Jean-Marc Parent
- 7 juillet : The Box
- 8 juillet : Glam Rock avec Rosa Laricchiuta, Jean-Marc Couture et Matt Laurent
- 9 juillet : David Jalbert, Étienne Drapeau, Simon Morin et Andy Duquette
- 10 juillet : Défilé et feux d'artifice

### 2015
- 4 juillet : Marc Dupré

- 5 juillet : Les Sœurs Boulay

- 6 juillet : Alex Nevsky

- 7 juillet : Bob Bissonnette

- 8 juillet : Martin Vachon, Mariana Mazza et P-A Méthot

- 9 juillet : 21 Gun Salute : An explosive tribute to AC/DC

- 10 juillet : Patrice Michaud et Vincent Vallières

- 11 juillet : Dominique Hudson et André-Philippe Gagnon

- 12 juillet : Défilé et feux d'artifice

### 2014
- 5 juillet : Louis-Jean Cormier

- 6 juillet : Les Trois Voix (Jérôme Couture, Michaël Girard, Marc-André Fortin

- 7 juillet : François Lachance

- 8 juillet : Alcoholica

- 9 juillet : Peter MacLeod

- 10 juillet : La Coco Fiesta

- 11 juillet : Kaïn

- 12 juillet : Marie-Mai et Bodh'aktan

- 13 juillet : Défilé et feux d'artifice

### 2013
- 6 juillet : Éric Lapointe

- 7 juillet : DJ Jam avec DJ Bruno Legendre, DJ J-C et DJ Blaas

- 8 juillet : David Jalbert

- 9 juillet : Dominique Hudson

- 10 juillet : Andrée Watters

- 11 juillet : Mario Pelchat et ses invités

- 12 juillet : Les Colocs pour la vie!

- 13 juillet : Dance into the Light: Le meilleur de Phil Collins avec Martin Levac

- 14 juillet : Défilé et feux d'artifice

### 2012
- 7 juillet : Sylvain Cossette

- 8 juillet : Rachid Badouri

- 9 juillet : Hommage à Green Day

- 10 juillet : Alter Égo

- 11 juillet : Les BB

- 12 juillet : Alain François et Bodh'aktan

- 13 juillet : Roch Voisine

- 14 juillet : Delta 20, Tailor Made Fable et These Kids Wear Crowns

- 15 juillet : Défilé et feux d'artifice

### 2011
- 2 juillet : Les Cowboys Fringants

- 3 juillet : Bobby Bazini

- 4 juillet : André Sauvé

- 5 juillet : Lucky Uke

- 6 juillet : David Usher

- 7 juillet : Marie-Mai

- 8 juillet : Hommage à Pink Floyd

- 9 juillet : Hugo Lapointe

- 10 juillet : Défilé et feux d'artifice

### 2010
- 10 juillet : Hedley

- 11 juillet : Rock Story II

- 12 juillet : The New Cities

- 13 juillet : Graceband, Hommage à Elvis

- 14 juillet : Plume Latraverse

- 15 juillet : Yelo Molo et Jonathan Painchaud

- 16 juillet : Boom Desjardins

- 17 juillet : K.Maro

- 18 juillet : Défilé et feux d'artifice

### 2009
- 4 juillet : Éric Lapointe

- 5 juillet : Patrick Groulx et les Bas Blancs

- 6 juillet : Taktika et eXterio

- 7 juillet : Hommage à AC/DC

- 8 juillet : The Lost Fingers

- 9 juillet : Suzie Villeneuve et Marie-Chantal Toupin

- 10 juillet : Marie-Mai

- 11 juillet : Mes Aïeux

- 12 juillet : Défilé et feux d'artifice

### 2008
- 5 juillet : Kaïn

- 6 juillet : Sylvain Cossette avec Matt Laurent et Pastel

- 7 juillet : Sir Pathetik, l'Assemblée, Afrodziak et Gipz

- 8 juillet : Runaway: Hommage à Bon Jovi

- 9 juillet : Anik Jean et Jonathan Painchaud

- 10 juillet : Alcoholica et Loco Locass

- 11 juillet : Karkwa et Kevin Parent

- 12 juillet : Kamakasi, Hugo Lapointe et Jonas

- 13 juillet : Feux d'artifice

### 2007
- 6 juillet : Bruno Pelletier et Alfa Rococo

- 7 juillet : Glass Tiger et Yelo Molo

- 8 juillet : Étienne Drapeau et Vincent Vallières

- 9 juillet : Vulgaires Machins et Taktika

- 10 juillet : Alter Ego

- 11 juillet : DJ Champion

- 12 juillet : Andrée Watters et Lulu Hugues

- 13 juillet : France D'Amour

- 14 juillet : Hommage à U2 et Marc Dupré

- 15 juillet : Feux d'artifice

### 2006
- 8 juillet : Marie-Mai et Kaïn

- 9 juillet : Dan & les Croques Morts et Garou

- 10 juillet : Les Pistolets Roses, EXterio et les Dales Hawerchuk

- 11 juillet : U Can Dance

- 12 juillet : EFX et Jonas

- 13 juillet : Bazou et les Porn Flakes

- 14 juillet : Das Volt et Rock Story

- 15 juillet : Meesh et Éric Lapointe

- 16 juillet : Benwela

### 2005
- 9 juillet : Corneille et Émily Bégin

- 10 juillet : Stefie Shock

- 11 juillet : Loco Locass et GrimSkunk

- 12 juillet : Alter Ego

- 13 juillet : Mes Aïeux

- 14 juillet : Kodiak et Les Trois Accords

- 15 juillet : Philosonic et Marie-Chantal Toupin

- 16 juillet : Mosquito-B et The Box

- 17 juillet : Sun Art

### 2004
- 10 juillet : Papillon et Éric Lapointe

- 11 juillet : Marc Déry

- 12 juillet : Vénus 3, Capitaine Révolte et Les Vulgaires Machins

- 13 juillet : Daniel Desnoyers, Tribal Rythm et les Cheers Leaders des Alouettes

- 14 juillet : Les Denis Drolet et François Massicotte

- 15 juillet : Ima et Sam Roberts

- 16 juillet : Maskarad et Martin Deschamps

- 17 juillet : Dany Bédar et Andrée Watters

- 18 juillet : Séquence

### 2003
- 5 juillet: Les Piliers du Rock et Les Cowboys Fringants

- 6 juillet : Lulu Hugues

- 7 juillet : Yelo Molo

- 8 juillet : Flash Dance

- 9 juillet : Dominic Paquet et Les Grandes Gueules

- 10 juillet : Shania Twin et Patrick Norman

- 11 juillet : Marie-Chantal Toupin et Les Respectables

- 12 juillet : Richard Petit et April Wine

- 13 juillet : Vision